# 會展站
會展站（英語：Exhibition Centre Station）位於香港香港島灣仔區灣仔會議道會展站公共運輸交匯處地底，站名取自附近的香港會議展覽中心（簡稱“會展”）。該站屬於港鐵東鐵綫以及計劃中北港島綫的鐵路車站。會展站是沙田至中環綫最後一個動工的車站，車站於2020年11月12日舉行平頂儀式，於2022年5月15日一併與東鐵綫過海段啟用。

## 車站結構
會展站為一座地底車站。而車站主要採用綠色混搭灰色，象徵着維多利亞港的海水。

### 樓層
|                      | 2 | 東鐵綫往金鐘（終點站） |  |  |
| 側式 · 開左邊车门    |   |                        |  |  |
| 預留島式月台延伸位置 |   |                        |  |  |
|                      |   | 未來預留軌道           |  |  |

|                      |  | 東鐵綫往羅湖及落馬洲（紅磡） | 1 |  |
| 側式 · 開右邊车门    |  |                              |   |  |
| 預留島式月台延伸位置 |  |                              |   |  |
|                      |  | 未來預留軌道                 |   |  |

### 大堂
會展站大堂設於車站L2層，而大堂內亦設有8間商店、自助服務設施、洗手間與育嬰室。
- 車站大堂（2022年5月）
- 大堂設有多間商店（2022年5月）
- 洗手間及育嬰室（2022年5月）

### 月台
會展站設有一組兩層的側疊式月台，位於上層的月台（L4層）為2號月台（往金鐘）；而下層月台（L5層）則為1號月台（往羅湖／落馬洲），兩個月台在啟用時均已裝設月台幕門。
另外，由於興建車站期間須繞過電纜水渠等設施，故下層月台的頂部會較上層月台的高。
- 1號月台（2022年5月）
- 2號月台（2022年5月）

### 車站藝術
會展站設有3組藝術品，其中於1、2號月台的預留月台圍板設置了名為《東鐵超越一百年，邁向下一個世紀》的歷史圖片展，以紀念建設逾100年的鐵路（東鐵綫）伸延至港島；而近1號月台的中央位置亦展出港鐵在2018年1月建造車站時所發現的一枚AN-M65型戰時炸彈，名為《戰爭遺跡》；而站內的北側牆身亦設有香港藝術家梁志和創作的車站藝術品《水記憶》，由約1,200幅於不同時間拍攝的維多利亞港水面的照片組成。

#### 藝術概覽
| 會展站藝術概覽 | 會展站藝術概覽                     | 會展站藝術概覽 | 會展站藝術概覽                                           | 會展站藝術概覽 |
| 照片           | 藝術品                             | 藝術家         | 位置                                                     | 完成日期       |
| -------------- | ---------------------------------- | -------------- | -------------------------------------------------------- | -------------- |
|                | 《東鐵超越一百年，邁向下一個世紀》 | －             | 車站1、2號月台                                           | 2022年5月      |
|                | 《戰爭遺跡》                       | －             | 車站1號月台                                              | 2022年5月      |
|                | 《水記憶》                         | 梁志和（香港） | 車站大堂、連接大堂與兩層月台之間的扶手電梯／樓梯北側牆身 | 2022年5月      |

### 出入口
會展站現時設有6個出入口，分別位於現有車站公共運輸交匯處及港灣道體育館，而其中兩個出入口亦接駁現有的灣仔北行人天橋系統。
|                                                     |                  | |      |
| 編號                                                | 指示             | 建議前往目的地 | 圖片 |
| 出口 · A · 1 · 盲道标志 · 升降机标志 · 扶手电梯标志 | 公共運輸交匯處   | 海港中心 |      |
| 出口 · A · 2 · 盲道标志 · 升降机标志 · 扶手电梯标志 | 公共運輸交匯處   | 公共運輸交匯處、綠在灣仔、海濱休閒站、香港愛護動物協會、灣仔碼頭、灣仔運動場、水上運動及康樂主題區 |      |
| 出口 · A · 3 · 升降机标志 · 扶手电梯标志            | 公共運輸交匯處   | The Hennessy、W Square、208 Johnston、茂蘿街7號、聯合鹿島大廈、木棉花公寓、浸信會愛群社會服務處、資本中心、國泰88、灣景中心大廈、集成中心、中國人壽大廈、華潤大廈、英皇集團中心、軒尼詩道官立小學、工聯醫療服務中心、香港專業教育學院（摩理臣山）、富薈灣仔酒店、凱聯大廈、駱克道市政大廈、樂基中心、麥理浩牙科中心／鄧志昂專科診療院、愛群清真寺、問月酒店、摩理臣山游泳池、香港諾富特世紀酒店、海外信託銀行大廈、東方188商場、律敦治醫院、救世軍、聖公會鄧肇堅中學、聖若瑟小學、新鴻基中心、德安樓、鄧肇堅醫院、銅鑼灣利景酒店、THE HARI hotel、香港防癆心臟及胸病協會、東華三院李賜豪小學、貝夫人普通科門診診所、香港華仁書院、灣仔游泳池、浙江興業大廈、職業訓練局、港灣道體育館、港灣道花園、伊利沙伯體育館、永倫立方 |      |
| 出口 · B · 1 · 盲道标志 · 升降机标志 · 扶手电梯标志 | 香港會議展覽中心 | 鷹君中心 |      |
| 出口 · B · 2 · 盲道标志 · 升降机标志 · 扶手电梯标志 | 香港會議展覽中心 | 金紫荊廣場、公共運輸交匯處、灣仔海濱長廊 |      |
| 出口 · B · 3 · 升降机标志 · 扶手电梯标志            | 香港會議展覽中心 | 港島綫 灣仔站香港會議展覽中心、GARDENEast Serviced Apartments、QRE Plaza、Loplus@Johnston Serviced Apartments、香港法國文化協會、利臨大廈、藍屋、香港麗駿酒店、百利酒店、中環廣場、中國恆大中心、中國海外大廈、香港運輸物流學會、會景閣、大新金融中心、溫莎公爵社會服務大廈、東城大廈、逸東軒住寓、灣仔皇悅酒店、霸田商業中心、環境資源中心、光大中心、家庭計劃指導會／香港家庭福利會、六國酒店、香港君悅酒店、恒生灣仔大廈、夏愨大廈、香港會計師公會、香港浸會大學持續教育學院（灣仔教學中心）、民政處諮詢服務中心、香港藝術中心、香港遊樂場協會、香港鄧鏡波書院、合和中心、港島英迪格酒店、灣仔洪聖古廟、廉政公署、入境事務大樓、國際社會服務社、香港灣仔睿景酒店、利東街、灣仔薈賢居、呂祺教育服務中心、循道衞理聯合教會國際禮拜堂、南固臺、個人資料私隱專員公署、海德中心、壹環、筆克大廈、保良局教育服務中心、警察總部、萬麗海景酒店、稅務大樓、上海實業大廈、瑞安中心、兆安中心、灣仔智能身份證換領中心、修頓中心、修頓花園、修頓球場、嘉諾撒聖方濟各學校、大同大廈、大有大廈、大有廣場、大業大廈、電訊大廈、囍匯、香港小童群益會、博匯大廈、芬名酒店、灣景國際、香港演藝學院、香港管理專業協會、囍寓、楹寓、香港瑞吉酒店、V Wanchai Serviced Apartments、灣仔電腦城、灣仔捐血站、灣仔街市、Wanchai 88 Hotel、灣仔政府大樓、粵海華美灣際酒店、胡忠大廈、萬通保險大廈、香港灣仔奕凨、越秀大廈 |      |
| 註： 設有 \| 設有 \| 設有扶手電梯                   |                  | |      |

## 接駁交通

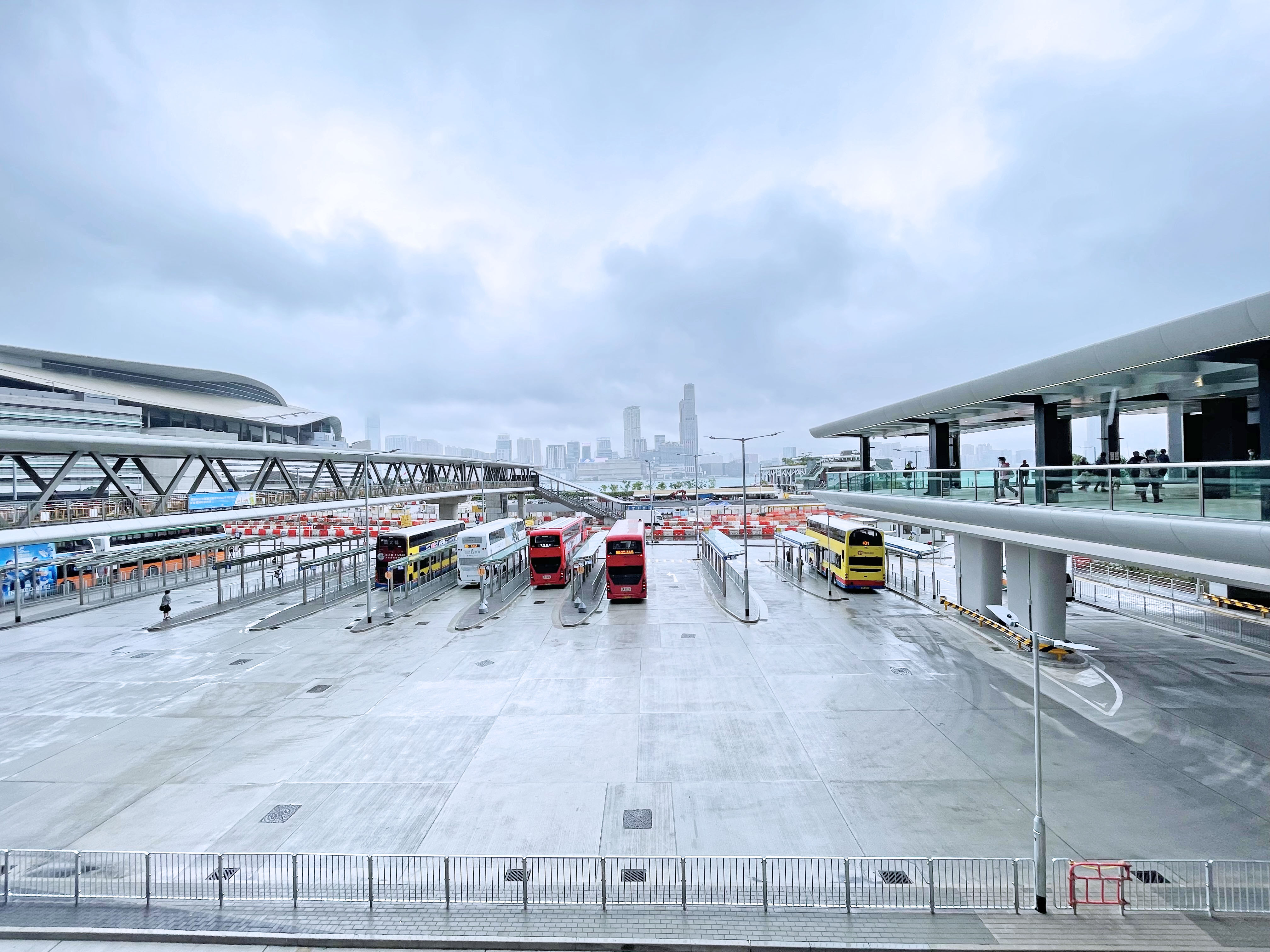
會展站公共運輸交匯處（2022年5月）

位於車站A出口外設有會展站公共運輸交匯處，該交匯處於2022年5月14日啟用，取代原本位於鴻興道的灣仔北臨時公共運輸交匯處。

### 灣仔站
會展站與港島綫的灣仔站並非正式的轉車站，乘客若在兩站間轉乘，無論使用八達通、單程車票或車票二維條碼，均會當作兩段車程處理，並繳納再入閘收費。

## 歷史

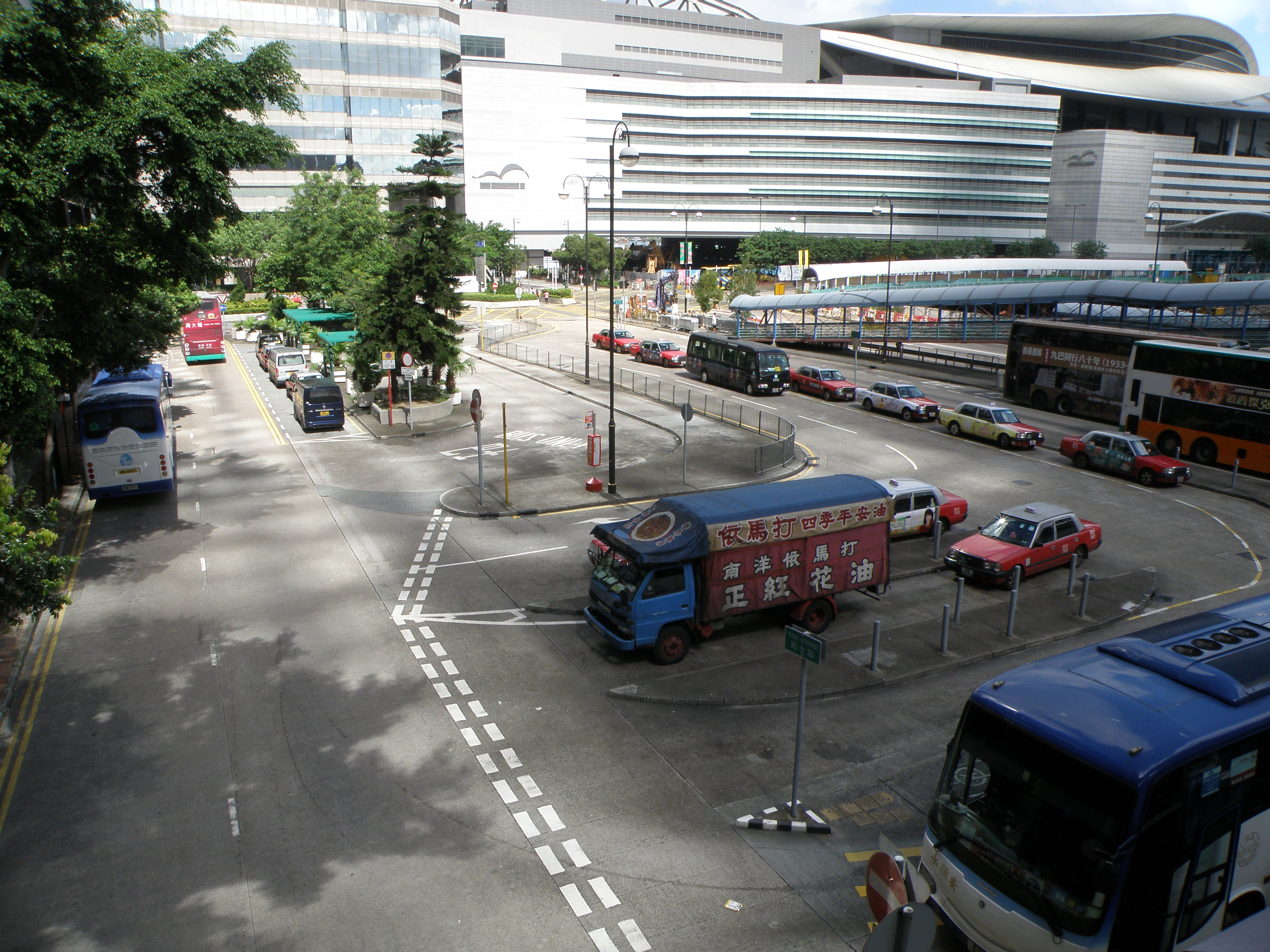
車站位置前身為灣仔碼頭巴士總站、的士站及中港直通巴士站

### 1990年代
根據1994年發表的《鐵路發展策略》，北港島綫設於會展附近的車站乃一中型鐵路車站，名為會展中心站，並同時作為南港島綫的終站。至2000年發表的《鐵路發展策略2000》，會展站的名稱和發展細節才與現時相似。
北港島綫的會展站的定址最初設在現時的灣仔碼頭巴士總站地下，後來亦因應灣仔填海區的發展而北移至第三期填海區上。自從灣仔第三期填海被否決後，至合併方案提出之前，車站的具體選址未有定案。

### 2000年代
根據九廣鐵路公司在2004年2月提交的沙中綫最終方案擬稿，九鐵（沙中綫）的會展站獨立於地鐵（北港島綫）的車站，位於港灣道地底，將為一個三層結構，設有兩個車站月台供沙中綫使用，以一組兩層的側疊式月台方式排列。沙中綫車站並以長約100米的行人通道連接位於灣仔碼頭公共運輸交匯處地底的北港島綫車站。直至2007年7月，沙中綫的合併方案才提出將兩個車站綜合發展。
根據運輸及房屋局於當年對沙田至中環綫的原建議，東鐵綫將接駁第四條過海鐵路到達港島區的灣仔北，最終以中環南部為終點站；而北港島綫「交匯」方案中，北港島綫將由北角站延長至銅鑼灣北站、會展站及添馬站。換言之，此站屆時會成為東鐵綫與北港島綫的中途站及轉車站，而北港島綫與東鐵綫月台將以上下兩組島式月台分佈，但不會提供跨月台轉乘。不過，根據港鐵在2009年6月公佈的方案，會展站將會採用跨月台轉乘設計，而在啟用時港鐵會先把北港島綫預留月台部分以圍板分隔。另外，車站的出入口亦會連接灣仔北行人天橋系統。
而車站上蓋原定計劃設立會議及商業設施，高度不超過主水平基準上50米，將在車站落成後興建；而在車站西北面設佔地約14,000平方呎的公共休憩空間，有最少30%綠化空間，並由營運商負責管理及維修，全日對外免費開放。
然而後來政府在《2020年度香港行政長官施政報告》中提及因涉及多重技術困難、不確定的施工日期及不合乎成本效益的考慮，決定將相關用地會轉作其他用途。

### 2010年代
2015年初，會展站及車站以西的隧道路段工程合約由禮頓－中國建築聯營獲批，並於同年正式動工。
2016年5月，因全國人大委員長張德江訪港，車站地盤須停工4日，加上中環灣仔繞道在金鐘至灣仔的地盤也被下令停工，估計工程損失達數百萬元，時任港鐵主席馬時亨指停工而造成的損失要由政府支付損失金額。
2017年11月，因應沙中綫項目車站建造進度，港鐵將三個車站易名，其中會展站英文名稱由「Exhibition Station」改為「Exhibition Centre Station」，中文名稱則維持不變。
2018年1月27日以及同月31日，該站工地在5天內兩次掘出戰時炸彈，炸彈型號為美製「ANM65」型，為美軍在日佔時期轟炸日軍沿岸設施所遺留的未爆炸彈，長約145厘米，重約1,000磅，內藏約500磅TNT黃色炸藥。兩次發現皆需疏散附近辦公室、住宅超過5,000人，同樣亦須封閉車站附近道路24小時以便爆炸品處理課人員處理炸彈。
- 2013年8月，因興建會展站在南面（圖中前方地盤）重置港灣道體育館及灣仔游泳池，然後將現有體育館及游泳池（圖中後方）拆卸
- 港灣道體育館及灣仔游泳池重置工程（2014年5月）
- 港灣道體育館及灣仔游泳池重置工程（2015年7月）

### 2020年代
2020年11月12日，會展站平頂。

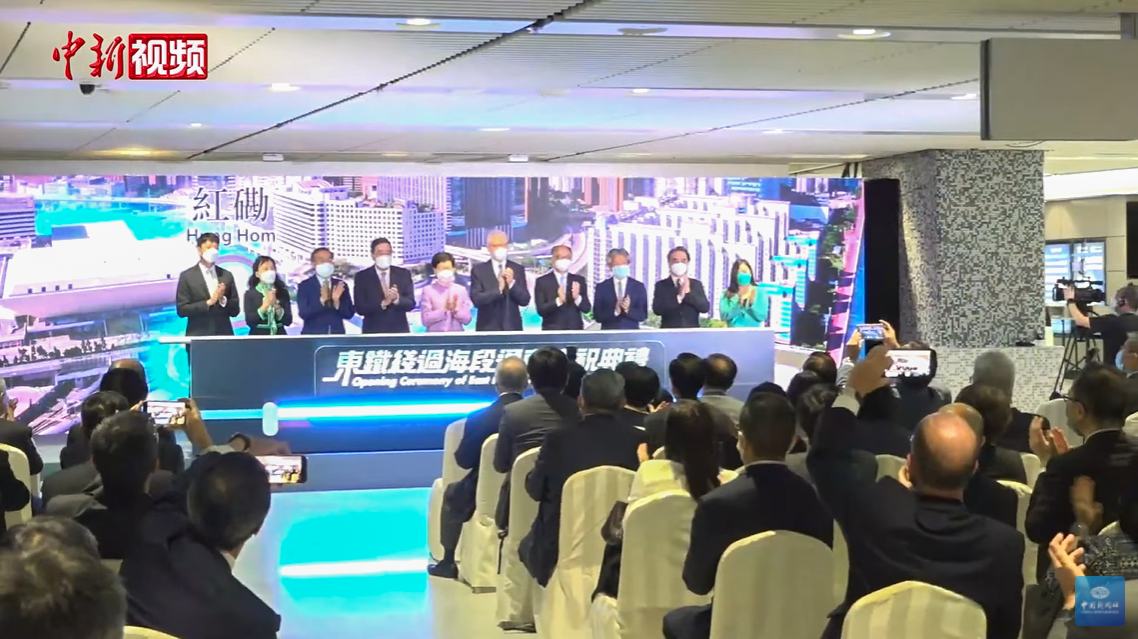
2022年5月14日，東鐵綫過海段通車儀式在會展站舉行

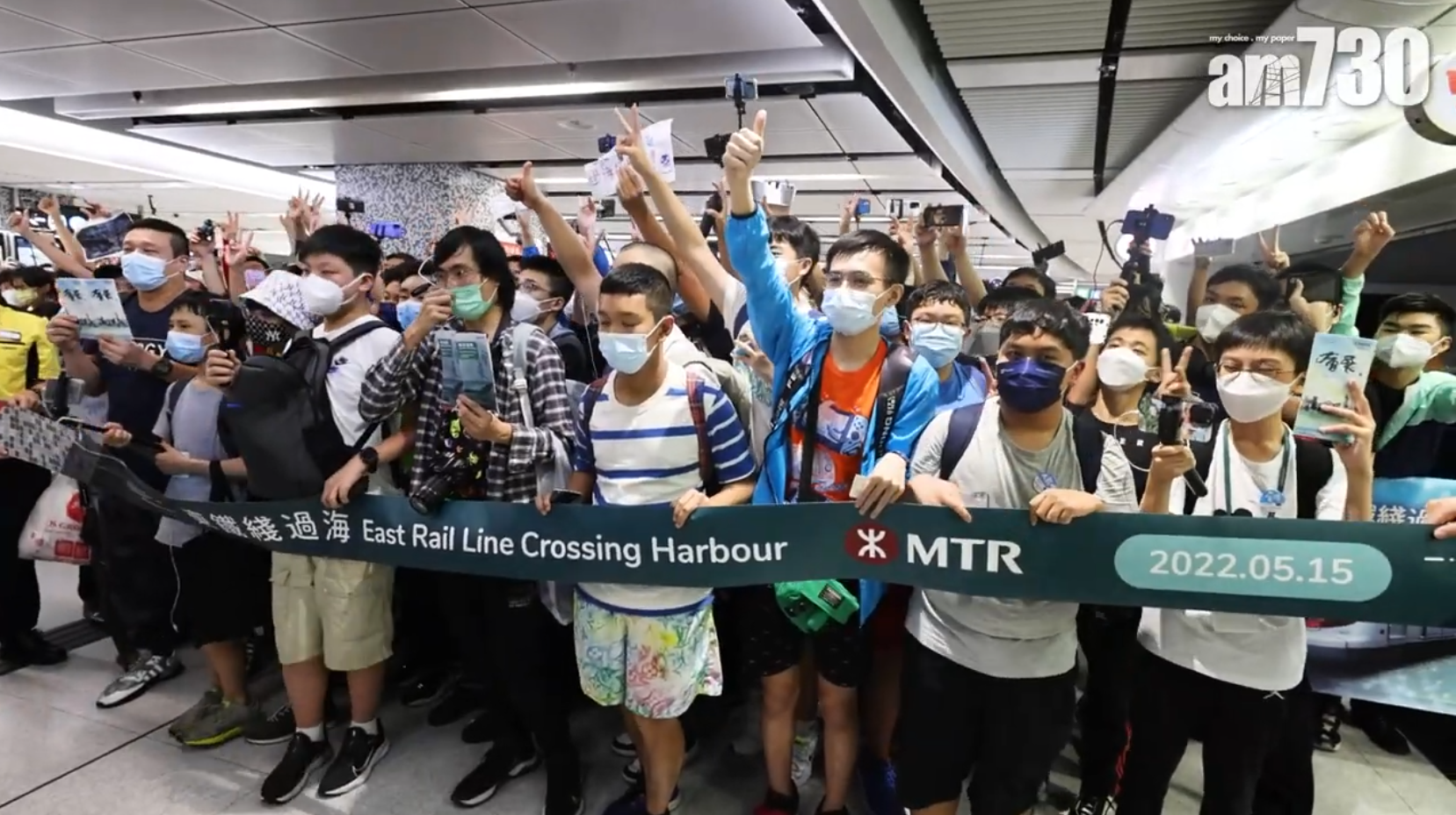
2022年5月15日（通車日），會展站大堂有不少乘客等候往入閘機

2022年2月1日，包括會展站在內的東鐵綫過海段正式完工，並交付港鐵車務部，以進行全面試營運。同年5月9日，車站在上午10時至晚上7時15分舉行開放日，名額共5,600人。因應時值新冠肺炎疫情，港鐵亦要求參觀人士必須完成政府「疫苗通行證」的要求以及使用智能手機掃描「安心出行」。
同年5月11日凌晨，警方聯同港鐵在站內舉行聯合反恐演習，模擬有恐怖份子於大堂及月台內發動恐怖襲擊，出席的包括鐵路應變部隊、反恐特勤隊、港島總區衝鋒隊、港島總區機動部隊、灣仔警區及鐵路警區。
2022年5月14日，東鐵綫過海段通車儀式在會展站舉行，出席通車儀式的包括時任行政長官林鄭月娥、運房局局長陳帆、財經事務及庫務局局長許正宇、港鐵主席歐陽伯權以及港鐵行政總裁金澤培等。
而車站亦在翌日（2022年5月15日）隨東鐵綫過海段通車而正式投入服務。港鐵首日安排特別班列車於清晨5時25分開出，有不少鐵路迷更通宵排隊，而於當日凌晨4時許閘外的天橋入口已經有近500人等候。直到凌晨4時40分左右，港鐵較原定時間提早約5分鐘提早開放A3出口，大批乘客乘搭扶手電梯衝入站內大堂。當入閘機於5時左右開放後，大批乘客狂奔衝閘，並跑往下層月台。期間場面一度混亂，有乘客亦因而跌倒。在等候列車開出以及在車廂內，不少鐵路迷合唱港鐵最新宣傳歌曲《東鐵過海真的很興奮》。鐵路迷羅哲琛亦有現身，並被數名港鐵職員跟隨護送，吸引不少鐵路迷包圍並要求合照。亦有鐵路迷穿上暴龍裝到場，引來不少乘客與其合照。港鐵車務總監李家潤表示當日有逾2,000名乘客乘搭特別班列車。其後港鐵表示截至當日晚上8時，會展站共有超過51,900名乘客人次出入。
- 2022年5月15日凌晨，站外的天橋出入口已經有大批鐵路迷等候
- 2022年5月15日清晨5時，入閘機開放後，大批鐵路迷狂奔衝閘
- 特別頭班車有大批鐵路迷乘搭[42]
- 2022年5月15日，會展站大堂預留位置舉行記者會

2022年5月16日為車站啟用後首個工作日，在當日早上繁忙時間使用車站的乘客不多。同日港鐵公布當日截至下午5時，車站共有超過25,800名乘客人次出入。

#### 轉乘優惠
港鐵自車站啟用當日（2022年5月15日）起至同年11月14日期間曾增設五條專營巴士路綫（新巴1M、722綫及城巴25A、780、788綫）的轉乘優惠，使用成人八達通的乘客於會展站出入閘並轉乘上述五條巴士路綫，則可享有港幣2元的折扣優惠。

#### 車站臨時關閉
2022年6月30日，因應香港會議展覽中心舉行慶祝「香港特別行政區成立二十五週年」及相關活動，會展站由當日清晨起關閉，所有東鐵綫列車不停會展站，直到翌日（2022年7月1日）下午2時許才重開。

## 工程問題
會展站在2018年6月被傳媒揭發在施工期間曾出現工程問題，不過港鐵早在2016年已就此事向總承建商「禮頓－中建聯營」發出不合格通知書，連同在2018年5－6月先後於同一地盤兩次因未按施工圖則搭建臨時鋼支撐架，總承建商已有3次不合格紀錄。

### 挖掘支撐不足被叫停工
2018年6月17日，明報報道立法會議員田北辰表示接獲消息指，承建商「禮頓—中建聯營」在挖掘工程期間未有為垂直隔牆做足夠支撐，港鐵勒令暫停挖掘。而港鐵及禮頓卻未有回覆事件。

### 建造連續牆出錯 兩年後傳媒揭發才證實
2018年6月19日，《蘋果日報》報道會展站早在2016年建造連續牆時已出錯，港鐵向禮頓中建發出的不合格報告指，工程人員因用詞不一而畫錯圖則，分判商三寶建設將連續牆的鋼筋鐵籠正反面調轉，承建商最終要更改原有的施工圖則設計。承建商及港鐵監工均未有察覺。事件亦揭發港鐵疑涉知情不報。同月20日，港鐵工程總監黃唯銘在電台節目證實早在2016年中已發現事件，已向承建商發出不及格報告。

### 14個監測點沉降超標
根據2018年8月10日《蘋果日報》報道，會展站地盤有14個監測點沉降幅度超標，最嚴重一處幅度更高達約83毫米，超出25毫米警報水平逾兩倍。消息指沉降超標監測點主要危及地下鹹淡水管，造成「角度變形」。當日傍晚，港鐵常務總監（車務及中國內地業務）金澤培宣布暫停該站所有挖掘工程，以獲取更多時間審閱相關紀錄，並會在確保安全下才考慮復工。在停工後，不少監測點仍繼續沉降。

### 大幅放寛沉降上限至95毫米後復工
政府在2018年9月28日深夜出稿，公布在大幅放寬121個監測點的沉降上限，由原本10至25毫米，放寬至最高95毫米的前題下，同意港鐵在29日起恢復「會展站及西面連接隧道」挖掘工程。路政署稱經修訂後預設停工指標不會影響公眾安全。

### 工程照片
| 工程照片 |
| --- |
| - 西面工地（2015年11月） - 西面工地（2016年2月） - 西面工地（2016年6月） - 東面工地（2015年11月） - 東面工地（2016年2月） - 東面工地（2016年6月） - 2017年4月 - 2017年10月 - 2017年11月 - 2017年11月 - 西面工地（2018年5月） - 東面工地（2018年5月） - 建造中的會展站東面（2021年5月） - 建造中的會展站東面（2020年7月） - 建造中的會展站西面（2020年7月） - 建造中的會展站東面（2021年4月） - 晚上的車站出口（2022年4月） - 車站外的巴士站（2022年4月） |

## 外部連結
- 港鐵公司－會展站街道圖 （页面存档备份，存于）
- 港鐵公司－會展站位置圖 （页面存档备份，存于）
- 港鐵公司－會展站列車服務時間 （页面存档备份，存于）
- 沙田至中環綫工程網頁 （页面存档备份，存于），港鐵公司
- 香港鐵路大典上的相关条目：會展站